# Franciszek Ksawery Białas
Franciszek Ksawery Białas (niem. Franz Xaver Biallas, chiń. 鲍润生, pinyin Bào Rùnshēng; ur. 15 listopada 1878 w Świerczowie (powiat namysłowski), zm. 28 maja 1936 w Pekinie) – polski sinolog, werbista, misjonarz w Chinach, profesor Katolickiego Uniwersytetu Fu Jen w Pekinie oraz założyciel czasopisma sinologicznego „Monumenta Serica”.

## Dzieciństwo
Był dziesiątym dzieckiem w rodzinie Elżbiety i Antoniego Białasów. Miał pięciu braci oraz siedem sióstr. W wieku 14 lat postanowił zostać misjonarzem i w tym celu złożył prośbę o przyjęcie do pobliskiego Domu Misyjnego Świętego Krzyża w Nysie, do którego został przyjęty dzięki bardzo dobremu świadectwu szkolnemu i po wcześniejszych prywatnych lekcjach łaciny. W tym czasie poznał języki: łacinę, francuski i włoski. Do szkoły tej uczęszczał w latach 1893–1898.

## Studia zagraniczne
W latach 1898 – 1907 kontynuował studia teologiczne w Domu Misyjnym Saint Gabriel w okolicach Wiednia, gdzie Werbiści mieli szkołę skupiającą się na kształceniu misjonarzy. Do nowicjatu  został przyjęty z opinią: Białas: duże zdolności i osiągnięcia; bardzo pilny i uważny; spokojny, dobry wychowanek.  W kolejnych latach formacji o. Arnold Janssen napisał o nim: naukowo wyśmienity. W czasie studiów w Saint Gabriel wstąpił do zakonu i przyjął święcenia kapłańskie przyjął 25 lutego 1905 roku. W latach 1905–1910 pracował jako nauczyciel w domu St. Wendel, aczkolwiek Wilhelm Schmidt chciał go zatrudnić w nowo założonym instytucie werbistów Anthropos w St. Gabriel, skupiającym się na badaniach etnologicznych i lingwistycznych.
Docelowym miejscem pracy Franciszka Białasa miały być Chiny, gdzie w południowym Szantungu werbiści mieli stację misyjną. W ramach przygotowań do wyjazdu, od roku 1910 on studiował sinologię i etnologię w Paryżu na Sorbonie (m.in. u E. Chevannesa i Paula Pelliota), Berlinie i Lipsku; studiował także sanskryt. Wśród jego wykładowców był m.in. Jan Jakob Maria de Groot. Pierwotnie miał wyjechać do Chin w 1914 r., ale plany te pokrzyżował wybuch I wojny światowej. W czasie wojny Białas był kapelanem wojskowym, służył jako duszpasterz jeńców wojennych w Kassel, równocześnie zajmując się sinologią i pracując nad doktoratem, który obronił w 1918 w Lipsku na podstawie rozprawy o Qu Yuanie. Był pierwszym werbistą, oraz pierwszym Polakiem, który odebrał formalne wykształcenie sinologiczne.

## Wyjazd do Chin
W 1921 Białas przybył do południowego Szantungu, planując pracę misyjną, naukową i dydaktyczną. Jego przełożeni, w szczególności biskup Augustin Henninghaus, oczekiwali szybkiego rozwoju działalności naukowej w misjach, i wielu publikacji od wykształconego sinologa, jakim był nowo przybyły misjonarz. Białas, rzetelny i staranny naukowiec, potrzebował czasu, by przeprowadzić badania w sposób, który by go zadowalał, a na które nie otrzymywał od przełożonych funduszy. Sytuacja doprowadziła do konfliktu, który o mało co nie skończył się odesłaniem o. Franciszka do Europy, ale ostatecznie pozwolono mu zostać.
Wraz z innymi pochodzącymi ze Świerczowa duchowymi - Józefem Wallek i Juliuszem Losse, wystąpił do biskupa wrocławskiego Adolfa Bertrama o zgodę na wybudowanie w rodzinnej miejscowości kościoła. We wsi znajdowała się bowiem wówczas jedynie świątynia staroluteran, a katolicy na nabożeństwa udawali się do wsi sąsiednich - Biestrzykowic, Bąkowic lub Miejsca. Ostatecznie zgoda hierarchy nadeszła i w latach 1923–1924 wybudowany został w Świerczowie kościół Najświętszego Serca Pana Jezusa. Administracyjnie podlegał on parafii w Biestrzykowicach, której proboszczem był ks. Wilhelm Kukoska.
Do roku 1926 pracował w Szantungu, pełniąc także funkcję kapelana obcokrajowców w Qingdao, a następnie, do 1933  – w Szanghaju. Został wtedy wysłany do Pekinu, gdzie uczestniczył w negocjacjach dotyczących przejęcia przez werbistów kontroli nad założonym w 1925 r. Katolickim Uniwersytetem Fu Jen, którego prowadzenie okazało się zbyt kosztowne dla benedyktynów. Dzięki swoim umiejętnościom językowym Franciszek Białas okazał się bardzo pomocny w rozmowach, a po ich zakończeniu pozostał na Uniwersytecie jako jego wykładowca, profesor historii i socjologii. Dwa lata później dla koordynacji prac sinologicznych założył czasopismo sinologiczne „Monumenta Serica: Journal of Oriental Studies of the Catholic University of Peking”, które ukazuje się do dziś (od 1955 jako „Monumenta Serica: Journal of Oriental Studies”). Pierwszy numer pisma, pod redakcją o. Białasa, ukazał się w 1936, już po jego śmierci.
Prowadził wykłady z socjologii i w krótkim czasie stał się kierownikiem Wydziału Socjologii. Do jego obowiązków należało też wydawanie, ukazującego się już od 1926 r., „Biuletynu Katolickiego Uniwersytetu w Pekinie”. Wiele jego prac, opracowań oraz tłumaczeń nie ukazało się drukiem za jego życia, nie zrealizował także wydania planowanego czterotomowego podręcznika nauki chińskiego dla nowych misjonarzy oraz wszystkich zainteresowanych tematyką Chin. Zmarł 28 maja 1936 r. zarażony tyfusem plamistym. Znawca dorobku o. Franciszka Białasa, o. Miroslav Kollár napisał o jego śmierci: Wraz z ojcem Białasem stracił wówczas jeszcze młody uniwersytet katolicki w Pekinie jednego ze swych najważniejszych i najbardziej znanych ludzi.